# شارون، عالیه
شارون (به عربی: شارون) یک منطقهٔ مسکونی در لبنان است که در شهرستان عالیه واقع شده‌است.
 شارون ۹٫۸ کیلومتر مربع مساحت و ۱۰٬۰۰۰ نفر جمعیت دارد و ۱٬۱۰۰ متر بالاتر از سطح دریا واقع شده‌است.